# Victoria (Schiff, 1890)
Die Victoria, auch HMS Victoria, war ein Panzerschiff (Turmschiff) der Victoria-Klasse der britischen Marine, das 1890 in Dienst gestellt wurde. Sie war das Flaggschiff  der britischen Mittelmeerflotte. Am 22. Juni 1893 rammte die Camperdown die Victoria während eines Manövers vor Tripoli (Libanon). 358 der 715 Menschen an Bord der Victoria starben, darunter auch Vizeadmiral Sir George Tryon. Der spätere Befehlshaber der britischen Grand Fleet John Jellicoe, überlebte das Unglück als Erster Offizier der Victoria.

## Geschichte
Die Victoria wurde am 23. April 1885 in Newcastle bei Armstrong, Mitchell und Co. auf Kiel gelegt, am 9. April 1887 vom Stapel gelassen und im März 1890 für den Einsatz im Mittelmeer in Dienst gestellt.

### Der Untergang
Der Oberbefehlshaber, Vizeadmiral Sir George Tryon, war bekannt dafür, äußerst knappe und präzise Befehle zu geben, deren Sinn sich seinen Untergebenen nur durch einiges Nachdenken erschloss. Er liebte es, seine Befehle durchzudiskutieren, aber immer erst nach deren Ausführung. Seine missverstandenen Befehle vom 22. Juni 1893 führten zur Kollision mit der Camperdown.
Der 22. Juni 1893 war ein heißer und ruhiger Tag vor Tripoli. Die Flotte war in zwei Divisionen eingeteilt: Die erste Division bestand aus dem Flaggschiff Victoria sowie vier weiteren Schlachtschiffen (Nile, Dreadnought, Inflexible und Collingwood) und einem Kreuzer (Phaeton), die zweite Division aus insgesamt drei Schlachtschiffen (Camperdown, Edinburgh und Sans Pareil), zwei Kreuzern (Edgar und Amphion) und zwei leichten Kreuzern (Fearless und Barham) unter der Führung der Camperdown, dem Flaggschiff des Konteradmirals Albert Markham.
Gegen 14 Uhr erläuterte Tryon – durchaus ungewöhnlich für ihn – Captain Maurice Bourke, dem Kommandanten der Victoria, und Commander Hawkins-Smith, dem Flottennavigationsoffizier, seinen Plan zum Ankern vor Tripoli. Die Flotte sollte sich zunächst in zwei Linien formieren, mit der ersten Division an Steuerbord. Der Abstand sollte „6 Kabellängen“, also rund 1.000 m betragen (eine britische Kabellänge=185,3184 m). Die beiden Linien sollten dann gleichzeitig nach innen wenden – die Schiffe hatten jedoch einen Wendekreis von jeweils 5 Kabellängen bei normalem Ruder bzw. 4 Kabellängen bei vollem Ruder. Der Navigationsoffizier Hawkins-Smith wies George Tryon auf die augenscheinliche Unmöglichkeit des Manövers hin und meinte „Wir benötigen mindestens acht Kabellängen dafür.“ George Tryon antwortete: „Ja, es sollten acht Kabellängen sein.“ und entließ seine Untergebenen. Der Vizeadmiral rief daraufhin seinen Signaloffizier, Leutnant Lord Gillford, zu sich und befahl ihm: „Geben Sie ein Signal, dass sich die Divisionen in Linie formieren sollen, mit der zweiten Division an Backbord und einem Abstand von sechs Kabellängen zwischen den Linien.“ Er nahm daraufhin einen Zettel, schrieb explizit „6“ darauf und übergab ihn Gillford.
Als um 14:10 Uhr die Flaggen gehisst wurden, eilte Hawkins-Smith zu Gillford, um ihm mitzuteilen, dass er mit Tryon acht Kabellängen vereinbart habe. Gillford zeigte ihm den Zettel mit der „6“ und ging auf Hawkins-Smiths Bestehen wieder in die Kabine von Tryon. Tryon antwortete mit scharfer Stimme: „Lassen Sie es sechs Kabellängen sein!“
Um 14:20 Uhr wurden die Flaggen eingeholt, was dem Befehl zum Ausführen entspricht. Die Flotte fuhr mit 8,8 Knoten.
Kurz nach 15:00 Uhr erschien Vizeadmiral Tryon auf dem Deck und gab den Befehl zum vorher mitgeteilten Manöver. Da dieses unübliche Manöver im Signalhandbuch keine Entsprechung hatte, musste der Befehl mit einem Doppelsignal an die übrigen Schiffe vermittelt werden. Um 15:24 Uhr wurden daher zwei Befehle gesetzt:
- Zweite Division: Kursänderung 180 Grad nach Steuerbord, unter Beibehaltung der Flottenformation.
- Erste Division: Kursänderung 180 Grad nach Backbord, unter Beibehaltung der Flottenformation.

Das Manöver könnte mit zeitlichem Versatz durchgeführt werden, wenn ein Flaggensignal vor dem anderen eingeholt werden würde. Dennoch zögerte Konteradmiral Markham auf der Camperdown mit der Bestätigung des Signals. Per Winkspruch ließ Tryon daraufhin fragen „Worauf warten Sie noch?“ – eine öffentliche Kompromittierung des Konteradmirals vor der ganzen Flotte. Um 15:31 Uhr wurde der Befehl ausgeführt.

#### Das Manöver

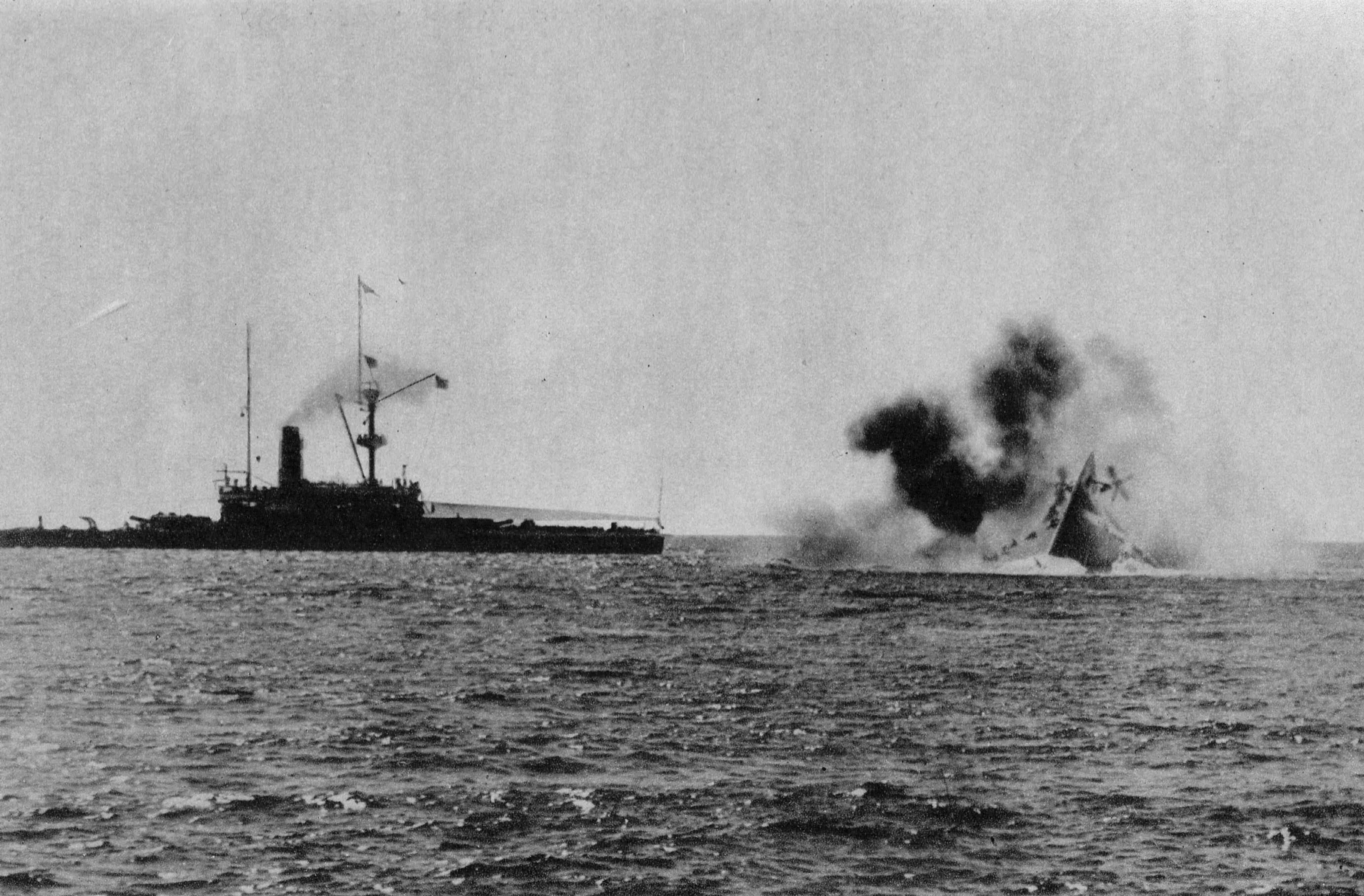
Untergang der Victoria

Tryon hatte der 1. Division befohlen, das Manöver mit „vollem Ruder“ durchzuführen. Das war unüblich für ihn. Markham aber befahl der 2. Division einen nur etwas weniger harten Kurs. Die Camperdown und die Victoria kamen sich stetig näher. Der Kommandant der Victoria, Bourke, beobachtete ängstlich die näherkommende Camperdown, doch Tryon blickte stur nach achtern auf seine Division, denn, so sagte er Bourke einmal, „Der Blick eines Admirals muss nach hinten gerichtet sein, der eines Kapitäns nach vorne.“
Insgesamt dreimal warnte der Kommandant den Vizeadmiral, der aber seinen Blick nicht wandte. Erst beim letzten Mal schaute er auf die Camperdown und bestätigte Bourke, dass er den Befehl für Rückwärtsfahrt geben dürfe. Im selben Moment wurde auf der Hauptbrücke der Befehl „Schotten dicht“ gegeben. Die Camperdown fuhr inzwischen ebenfalls rückwärts. Doch die Kollision konnte nicht vermieden werden: Um 15:34 Uhr, nur drei Minuten nach dem Beginn des Manövers, rammte die mit einem Rammsporn ausgerüstete Camperdown die Victoria mit einer Geschwindigkeit von immer noch sechs Knoten. Die Victoria sank innerhalb von zehn Minuten.

### Analyse
Das zunächst für die Beteiligten vermutete Manöver mit gleich großem Wendekreis beider Divisionen würde die Schiffe zwar wie gewünscht in eine in zwei parallelen Linien um 180 Grad gedrehte Position führen, hätte aber nicht „die Flottenformation beibehalten“, da die 1. Division dann backbord der Flotte gewesen wäre. Durch die Reduzierung auf sechs Kabellängen war dieses Manöver auch völlig unmöglich.
Tryon gab üblicherweise nur „normales Ruder“. Markham wusste das und dachte daher, Tryons Intention durchschaut zu haben. Er wollte offensichtlich mit dem fast „vollen Ruder“ und dem damit geringeren Wendekreis den Kurs der 1. Division kreuzen.
Was Markham in den acht Minuten zwischen Befehlsübermittlung und Kollision nicht berücksichtigte, war die alte britische Seegewohnheit, dass ein Schiff niemals ohne explizite Erlaubnis den Kurs des Schiffes mit dem Oberbefehlshaber kreuzen dürfe. Ferner gab es eine königliche Dienstvorschrift, nach der „zwei Schiffe unter Dampf, die in der Gefahr stehen zu kollidieren, demjenigen Schiff, welches das andere zur Steuerbordseite hat, auszuweichen“ sei.
Markham hätte also mit normalem Ruder außerhalb des Wendekreises der 1. Division bleiben müssen – dasjenige Verhalten, das er vice versa Tryon unterstellt hatte.
Ein Marinegericht, das zunächst formal die Offiziere der Victoria anklagte, benannte die Befehle Tryons als Ursache, Markham stieg danach weiter auf und erreichte 1903 den Rang eines Admirals. Captain Bourke wurde von allen Punkten freigesprochen und seinerseits stellvertretender Kommandeur der Mittelmeerflotte.

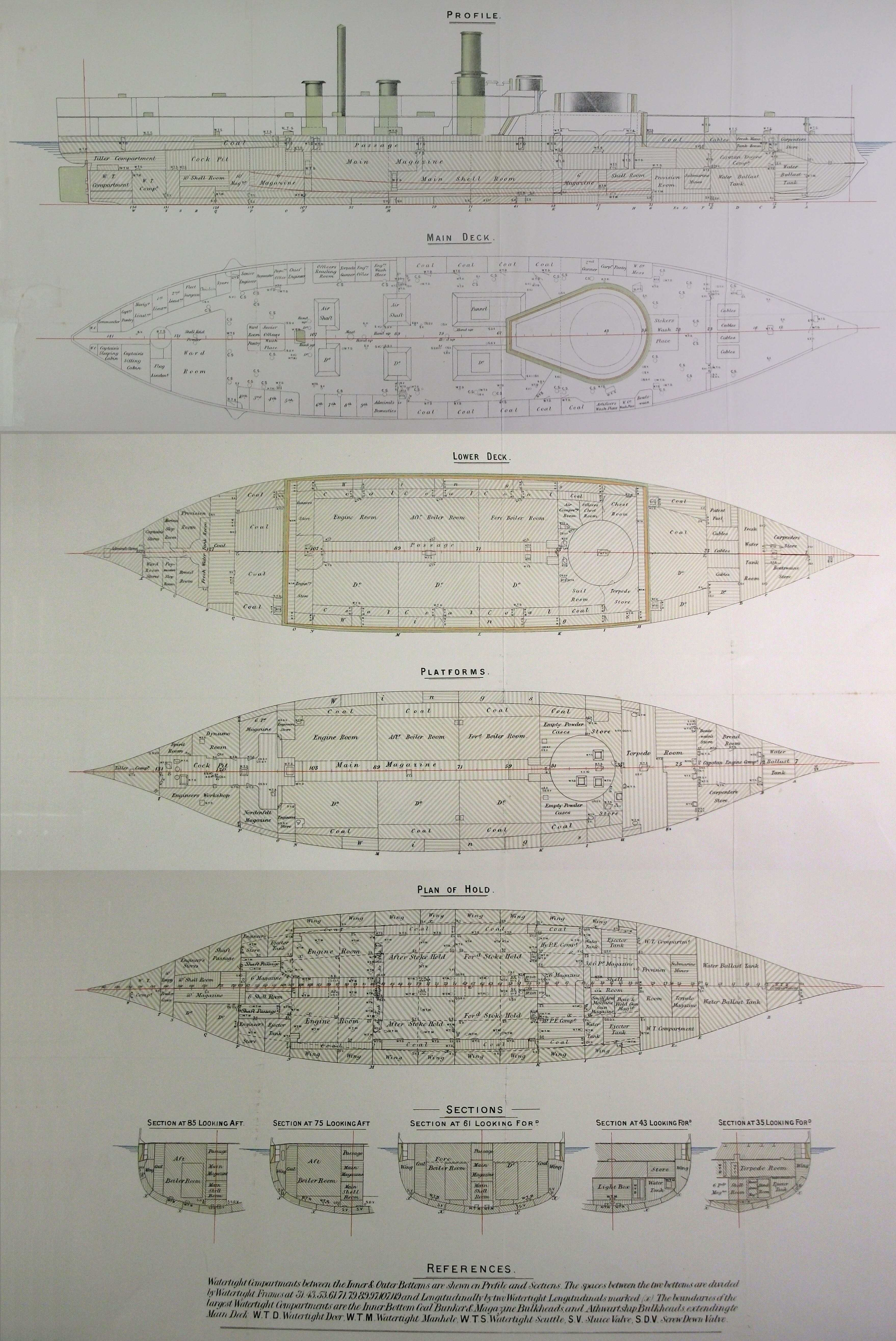
Zeichnungen der Victoria

## Wrack
Der Taucher Christian Francis entdeckte das Wrack der HMS Victoria nach zehn Jahren Suche im August 2004 vor der Küste des heutigen Libanons.
Das Schiff hat sich beim Untergang senkrecht mit dem Bug in den Meeresgrund gebohrt und steht seitdem in dieser vertikalen Lage im Wasser.